# Promachus rufipes
Promachus rufipes là một loài ruồi trong họ Asilidae. Promachus rufipes được Macquart miêu tả năm 1848. Loài này phân bố ở miền Australasia.